# Пет Метини
Патрик Брус Метини (енгл. Patrick Bruce Metheny; Лис Самит, 12. август 1954) је амерички џез гитариста и композитор.
Користио је различите гитаре: електричну са 6 и 12 жица, Пикасо модел са 42 жице, гитарски синтесајзер и слично. Метини свира различите жанрове: прогресивни и савремени џез, џез фузију, пост-бап итд.
Са 24 године оснива групу Пет Метини груп и са њом издаје већи број и даје велики број концерата (120 до 140 годишње). Готово три деценије главни партнер у групи му је пијаниста Лајл Мејс, са којим често заједно компонује. Временом, група је мењала музичку оријентацију: током 80-их била је окренута латинским ритмовима; током друге половине 90-их експериментисали су са импровизацијама слободних форми на акустичким инструментима, симфонијским елеменитима и сонатним облицима; последњих година музички профил се поново мења.
Поред рада са групом, Метини стално сарађује са другим водећим џез музичарима. Он овим пројектима одржава глас озбиљног џез музичара, будући да неки џез критичари сматрају музику Пет Метини груп лаком и пасторалном.
Метини је као солиста и са групом добио 17 Греми музичких награда у различитим категоријама.